# Геспероюкка
Геспероюкка (лат. Hesperoyucca) — род однодольных растений подсемейства Агавовые (Agavoideae) семейства Спаржевые (Asparagaceae).

## Виды
- Hesperoyucca newberryi (syn. H. whipplei subsp. newberryi, Yucca newberryi)
- Hesperoyucca peninsularis
- Hesperoyucca whipplei (syn. Yucca whipplei)